# Суперкубок Англії з футболу 1935
Суперкубок Англії з футболу 1935 — 22-й розіграш турніру. Матч відбувся 23 жовтня 1935 року між чемпіоном Англії клубом «Арсенал» та володарем кубка країни клубом «Шеффілд Венсдей».
| Володарі Суперкубка Англії 1935 |
| ------------------------------- |
|                                 |
| «Шеффілд Венсдей» Перший титул  |

## Учасники
| Клуб              | Участей | Роки (жирним виділено перемоги) |
| ----------------- | ------- | ------------------------------- |
| «Арсенал»         | 4       | 1930, 1931, 1933, 1934          |
| «Шеффілд Венсдей» | 1       | 1930                            |

## Матч

### Деталі
| 23 жовтня 1935 |

| «Арсенал» | 0–1      | «Шеффілд Венсдей» |
| --------- | -------- | ----------------- |
|           | Протокол | Дьюар             |

| Хайбері, Лондон Глядачів: 13 500 |

|  |  |

| В                |  | Алекс Вілсон    |
| З                |  | Джордж Мейл     |
| З                |  | Едді Гепгуд (к) |
| ПЗ               |  | Френк Гілл      |
| ПЗ               |  | Бернард Джой    |
| ПЗ               |  | Вілф Коппінг    |
| Н                |  | Джек Крейстон   |
| Н                |  | Джекі Майлн     |
| Н                |  | Джиммі Данн     |
| Н                |  | Боббі Девідсон  |
| Н                |  | Кліфф Бастін    |
| Головний тренер: |  |                 |
| Джордж Еллісон   |  |                 |

| В                |  | Джек Браун         |
| З                |  | Джо Ніблоу         |
| З                |  | Тед Кетлін         |
| ПЗ               |  | Р.Роудс            |
| ПЗ               |  | Вальтер Міллершіп  |
| ПЗ               |  | Горейс Берроуз     |
| Н                |  | Марк Гупер         |
| Н                |  | Боббі Брюс         |
| Н                |  | Ніл Дьюар          |
| Н                |  | Ронні Старлінг (к) |
| Н                |  | Елліс Ріммер       |
| Головний тренер: |  |                    |
| Біллі Вокер      |  |                    |